# Катастрофа L-188 под Каунгулой
Катастрофа L-188 под Каунгулой — авиационная катастрофа, произошедшая в понедельник 18 декабря 1995 года в провинции Северная Лунда и в окрестностях Каунгулы с самолётом Lockheed L-188C Electra авиакомпании Trans Service Airlift, при которой погиб 141 человек. Крупнейшая авиакатастрофа в Анголе и с участием L-188.

## Самолёт
L-188C с регистрационным номером 9Q-CRR и серийным 1080 был выпущен в 1959 году и 13 августа совершил свой первый полёт. Первоначальный регистрационный номер самолёта был N5539, а первым собственником — американская Eastern Air Lines, которая получила авиалайнер 28 августа. 9 сентября самолёт получил лётный сертификат. 15 декабря 1968 года этот самолёт приобрела парагвайская Líneas Aéreas Paraguayas, где он получил регистрационный номер ZP-CBZ. 18 февраля 1994 года новым владельцем стала заирская New ACS, к концу года преобразованная уже в Trans Service Airlift, базировавшаяся в аэропорту Нджили 
(Киншаса). Регистрационный номер сменился при этом на 9Q-CRR.

## Катастрофа
18 декабря 1995 года самолёт разбился на севере Анголы в окрестностях города Каунгула (Северная Лунда). На борту находились 5 членов экипажа и 139 пассажиров, при этом салон был рассчитан на 99 пассажиров, то есть имелся перегруз на 40 человек.
На месте падения были найдены выжившие второй пилот и 4 пассажира. Их направили на лечение в Киншасу, но позже 4 сильно обгоревших пассажиров перевезли в реанимационный центр в Нгалиему. Впоследствии 2 из пассажиров скончались. Всего в катастрофе погиб 141 человек, что делает её крупнейшей авиационной катастрофой на территории Анголы.
Вскоре после катастрофы УНИТА заявила, что самолёт был нанят ей для перевозки беженцев, преимущественно женщин и детей. Беженцев перевозили из пострадавшего от засухи района Джамба в другие регионы страны, но после вылета самолёт упал всего в 3 милях от аэропорта Джамба. В ответ Министр транспорта Заира сообщил, что самолёт выполнял рейс из Киншасы (Заир) и перевозил людей на алмазные копи в Анголе. Также против версии о причастности УНИТА к катастрофе свидетельствует и то, что катастрофа произошла на севере страны, тогда как Джамба расположен на юге.

## Причины
Помимо перегруза, причиной катастрофы считается смещение багажа в заднем грузовом отсеке, что привело к потере управления.